# Cirrocumulus castellanus
Cirrocumulus castellanus is een wolkensoort en is onderdeel van een internationaal systeem om wolken te classificeren naar eigenschap volgens de internationale wolkenclassificatie. Cirrocumulus castellanus komt van het geslacht cirrocumulus, met als betekenis gestapelde haarlok en de term castellanus betekent kantelenvormig of torenvormig.